# مها السنان
مها بنت عبد الله بن عبد العزيز السنان مستشارة ثقافية سعودية، ووكيل وزارة الثقافة للأبحاث والتراث الثقافي منذ مارس 2025م، وعضو في مجلس الشورى السعودي منذ 18 أكتوبر 2020 وحتى 2024م، عرفت بشغفها بالثقافة السعودية البصرية وخبرتها في مجال الفن والثقافة والتراث السعودي ومن خلال أبحاثها وخبراتها الاستشارية والتنفيذية في العديد من الكيانات الحكومية والخاصة والقطاع الثالث.

## التعليم
حاصلة على زمالة ما بعد الدكتوراه ضمن برنامج الآغاخان لتاريخ الفن الإسلامي من جامعة هارفرد الأمريكية 2011م، والدكتوراه من جامعة الملك سعود 2009م، أما الماجستير فكان من جامعة الأميرة نورة بنت عبد الرحمن 2002م.

## الحياة المهنية
شغلت مناصب متعددة، عضواً في هيئة التدريس، ثم تدرجت إلى مرتبة أستاذ مشارك بجامعة الأميرة نورة بنت عبد الرحمن (2009-2018)، ومدير عام الجمعية السعودية للمحافظة على التراث (2011-2016) ثم مدير للبرامج التعليمية في الهيئة العامة للثقافة وزارة الثقافة السعودية (2018-2019)، ومستشار في وزارة الثقافة من سبتمبر 2019 وحتى الآن.

## المؤلفات
- المرأة والفن التشكيلي في المملكة العربية السعودية ، الرياض (2007)، الطبعة الثانية (2008)، مترجم للإنجليزية والكورية والماندرين والإسبانية.[5]
- أساليب معاصرة في التصوير التشكيلي السعودي. الرياض (2007)[6]
- مؤثرات الرؤية في التصوير التشكيلي السعودي المعاصر. الرياض (2007)[7]
- كتاب مصورre-Surface عن المرأة في الرسوم الصخرية في الجزيرة العربية. الرياض (2016)، باللغة العربية والإنجليزية. (كتابة النص)
- مؤلف من سلسلة الفاو «الفنون المعدنية» مع دار القوافل بتكليف من الهيئة العامة للسياحة والتراث الوطني (2020).
- «خدعوك فقالو، مفاهيم وقضايا في الفن» (2020).[8]

## الورش والدراسات البحثية
- ورشة (Where Does the Field of Islamic Art Stand Today?) معهد ماساتشوسيتس للتقنية (MIT) الولايات المتحدة الأمريكية، نوفمبر 2010م.
- ورشة «المدن النبطية في الجزيرة العربية» جامعة هومبلت والجامعة الحرة ومعهد الآثار الألماني، برلين، ديسمبر 2009.
- دراسة بحثية في معهد الآثار الألماني – روما ديسمبر 2008.
- دراسة بحثية في متحف الفاتيكان- روما نوفمبر 2008.
- دراسة بحثية في متحف ومكتبة ماينز للآثار الرومانية- ماينز- ألمانيا أغسطس 2007.
- دراسة بحثية في معهد الآثار الألماني- قسم الدراسات الشرقية- برلين- يوليو/ أغسطس 2007.

### المنشورات النصية والمشاركات المنبرية
نشرت العديد في مجالات الفنون السعودية، إضافة إلى البحوث العلمية المحكمة في مجالات علمية، وأوراق عمل في مؤتمرات والعديد من المحاضرات العامة، عملت على مراجعة مخطوطات كتب وتحكيم أبحاث لصالح عدد من المراكز البحثية والمؤتمرات والجهات الناشرة، كما تم استكتابها لعدد من كتب المعارض الفنية والمجلات والصحف ككاتبة رأي. تشمل المجالات الرئيسية لأبحاثها الفن الإسلامي المعاصر، والتراث السعودي، والفنون القديمة في الجزيرة العربية، والفن السعودي الحديث والمعاصر، ومفاهيم وقضايا في الفن، والشرق الأوسط / الدراسات الإسلامية.

## أهم عضويات الجمعيات الدولية
- عضو في ("CAA" College Art Association) ومقرها الولايات المتحدة الأمريكية.
- عضو في ("MESA" Middle East Studies Association) ومقرها الولايات المتحدة الأمريكية.
- عضو في ("AMCA", Association for Modern and Contemporary Art) ومقرها الولايات المتحدة الأمريكية.
- عضو في جمعية الدراسات العربية (Society for Arabian Studies) ومقرها لندن بالمملكة المتحدة.
- عضو في اتحاد الآثاريين العرب ومقرها القاهرة بدولة مصر.

## الجوائز والتكريمات
- تكريم من الجمعية السعودية للمحافظة على التراث للدور في تسجيل العرضة النجدية في قائمة التراث العالمي غير المادي لدى منظمة اليونسكو للتربية والتعليم والثقافة 2015.
- منحة (أبحث) جامعة نيويورك أبوظبي NYU Abu Dhabi، 2014م
- جائزة ومنحة الملك سلمان لدراسات الجزيرة العربية عن بحث الدكتوراه (الفنون المعدنية من قرية الفاو، دراسة فنية مقارنة) 2012م.
- جائزة ومنحة فولبرايت العالمية من وزارة الخارجية الأمريكية لأفضل الباحثين من حملة درجة الدكتوراه 2010 -2011م.
- تكريم من معهد الآثار الألماني (The German Archaeological Institute) للجهود، الدور في التحضير للبرنامج التدريبي المشترك بين المعهد والمتحف الوطني بالرياض 2011.
- جائزة البرنامج الإثرائي الصيفي المتميز عن فئة برامج الطالبات- مؤسسة الملك عبد العزيز ورجاله لرعاية الموهوبين 2005م.